# Siegfried Blaauw
Siegfried Blaauw (Rotterdam, 5 september 1889 – Kamp Amersfoort, 7 oktober 1942) was een Nederlands muziekpedagoog en pianist.
Hij werd geboren binnen het gezin van kantoorbediende Jacob Blaauw en Sara Gans. Hijzelf huwde Wilhelmina Geertruida van Krieken van wie hij in 1937 scheidde. Hij stierf aan ontberingen in Kamp Amersfoort te Leusden.

## Levensloop
Hij kreeg zijn muzikale opleiding van Louis Schitzler en Jeannette Cijfer. Later volgde een opleiding aan het Amsterdams Conservatorium. Laatste docent was Leopold Godowsky in Berlijn en Wenen. In 1911 werd Blaauw docent aan het conservatorium van Neustadt, later tweede directeur van het conservatorium in Gdańsk. De Eerste Wereldoorlog zorgde voor een terugkeer naar Nederland; hij moest in militaire dienst. In 1917 was hij een van de oprichters van het Rotterdams Conservatorium. In 1923 werd hij directeur van De Nederlandsche Academie voor Muziek te Den Haag (later omgedoopt tot Haags Conservatorium Siegfried Blaauw). Hij was daar leraar van onder anderen Theo Uden Masman.
Naast de bestuurlijke functies bleef hij langere tijd concerten geven binnen Europa. Er is een tournee van hem bekend tot in Egypte.
Hij was betrokken bij het muziekblad Muziek en Theater (1932) en de Nationale Filmschool (1935).
Siegfried Blaauw behoort tot de slachtoffers van Kamp Amersfoort, een doorgangskamp van de Duitse bezetters in Nederland in Leusden. Op 7 oktober 1942 bezweek hij op 53-jarige leeftijd aan de geleden ontberingen. Hij ligt begraven op de Joodse Begraafplaats te Amersfoort.